# Bracon sesiae
Bracon sesiae är en stekelart som först beskrevs av Muesebeck 1925.  Bracon sesiae ingår i släktet Bracon och familjen bracksteklar. Inga underarter finns listade.